# Дејна Ендруз
Дејна Ендруз (енгл. Dana Andrews; Округ Кавингтон, 1. јануар 1909 — Лос Аламитос, 17. децембар 1992) био је амерички глумац.

## Филмографија
| Улоге Дејна Ендруз |                             |               |                         |          |
| Година             | Српски назив                | Изворни назив | Улога                   | Напомена |
| 1944.              | Лора                        |               | детектив Марк Мекферсон |          |
| 1946.              | Најбоље године нашег живота |               | Фред Дери               |          |
| 1957.              | Ноћ демона                  |               | др Џон Холден           |          |